# Albert Touzin
Jacques Albert Touzin (1852-1917) est un architecte français.
Formé par Alphonse Blaquière (1829-1899), Albert Touzin a dessiné des maisons particulières à Bordeaux, à partir des années 1880.
Son style, tout en lignes courbes, est représentatif de l'Art nouveau.
Il participa à la rénovation urbaine du quartier des Chartrons. Il a notamment réalisé entre 1900 et 1902, en ensemble continu de bâtiments à l'angle du cours de La Martinique et de la rue Camille Godard. Dans le même quartier il réalisa les chais Pépins, de style néo-Louis XVI et plusieurs immeubles du cours du Médoc.
On lui doit d'autres immeubles de style Art nouveau à Bordeaux, aux n°48 de la rue Capdeville et n°198 du Cours de la Marne.
Il est le père de l'architecte Robert Touzin.

## Galerie

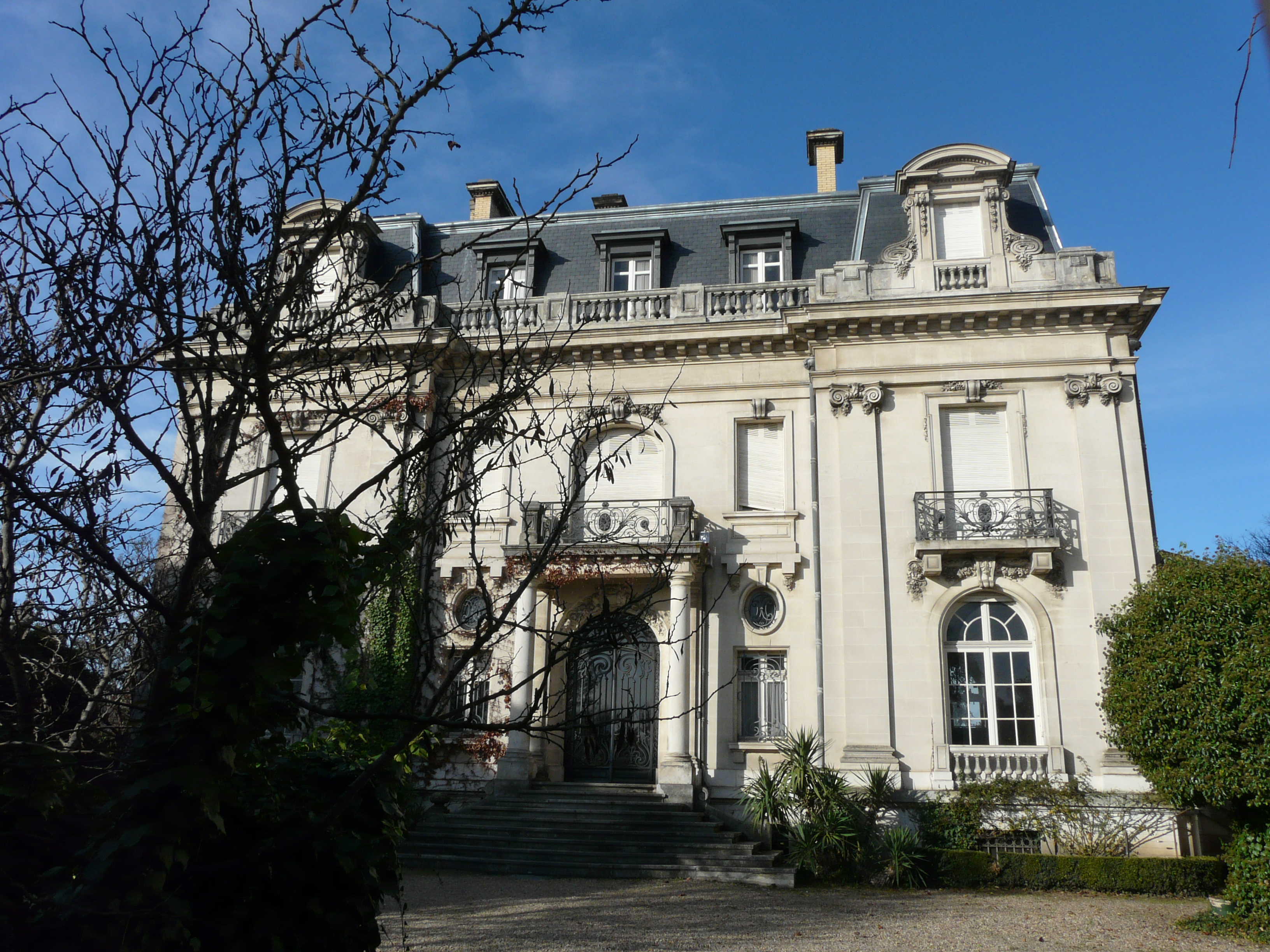
L'hôtel Brou de Laurière à Périgueux.